# Désiré Beaurain
Désiré Beaurain (* 2. September 1881 in Antwerpen; † 24. Oktober 1963 in Schoten) war ein belgischer Fechter.

## Erfolge
Désiré Beaurain nahm an zwei Olympischen Spielen teil.  1908 sicherte er sich in London mit Paul Anspach, Fernand de Montigny, Fernand Bosmans, Ferdinand Feyerick, François Rom und Victor Willems die Bronzemedaille im Mannschaftswettbewerb mit dem Degen. Bei den Olympischen Spielen 1924 in Paris gewann er mit der belgischen Equipe, zu der neben ihm selbst Charles Crahay, Albert De Roocker, Maurice Van Damme, Fernand de Montigny und Marcel Berré gehörten, hinter Frankreich die Silbermedaille.